# Phulera
Phulera là một thành phố và khu đô thị của quận Jaipur thuộc bang Rajasthan, Ấn Độ.

## Địa lý
Phulera có vị trí 26°52′B 75°14′Đ / 26,87°B 75,23°Đ Nó có độ cao trung bình là 387 mét (1269 feet).

## Nhân khẩu
Theo điều tra dân số năm 2001 của Ấn Độ, Phulera có dân số 21.639 người. Phái nam chiếm 52% tổng số dân và phái nữ chiếm 48%. Phulera có tỷ lệ 73% biết đọc biết viết, cao hơn tỷ lệ trung bình toàn quốc là 59,5%: tỷ lệ cho phái nam là 83%, và tỷ lệ cho phái nữ là 62%. Tại Phulera, 13% dân số nhỏ hơn 6 tuổi.